# Jaguar (film 1980)
Jaguar è un film del 1980 diretto da Lino Brocka.